# Onobrychis atropatana
Onobrychis atropatana är en ärtväxtart som beskrevs av Pierre Edmond Boissier. Onobrychis atropatana ingår i släktet esparsetter, och familjen ärtväxter. Inga underarter finns listade i Catalogue of Life.